# Eudactylinella alba
Eudactylinella alba is een eenoogkreeftjessoort uit de familie van de Eudactylinidae. De wetenschappelijke naam van de soort is voor het eerst geldig gepubliceerd in 1932 door Wilson C.B..